# Ciritbelen, Kuluncak
Ciritbelen là một xã thuộc huyện Kuluncak, tỉnh Malatya, Thổ Nhĩ Kỳ. Dân số thời điểm năm 2011 là 122 người.